# Marco Petrini
Marco Petrini (Siena , 2 de diciembre de 1981) es un expiloto de motociclismo italiano, que compitió en el Campeonato del Mundo de Motociclismo desde 1999 hasta 2002.

## Trayectoria
Su debut en el Mundial se produce en 1999 cuando consigue una wildcar para participar en la carrera de 125cc del Gran Premio de Italia con una Aprilia y donde obtiene la posiciñon 23.
En la temporada 2000 participa en todos los Grandes Premios de la temporada acabando en la posición 23 de la clasificación general. En 2001 da el salto a Honda, sin obtener puntos en la general del Mundial. Termina su carrera el año siguiente, a bordo de una Aprilia sin puntuar tampoco ese año.
Más larga y fructífera fue su actividad en el Campeonato Europeo de Motociclismo. Participó en cinco ediciones en la cilindrada de 125cc entre 1998 y 2006, y dos ediciones en 250 en 2007 y 2008. Su mejor posición fue un tercer puesto en la edición de 1999 de 125cc y segundo en 2007 en 250.

## Carreras por año
Sistema de puntuación de 1993 en adelante:
| Posición | 1.º | 2.º | 3.º | 4.º | 5.º | 6.º | 7.º | 8.º | 9.º | 10.º | 11.º | 12.º | 13.º | 14.º | 15.º |
| Puntos   | 25  | 20  | 16  | 13  | 11  | 10  | 9   | 8   | 7   | 6    | 5    | 4    | 3    | 2    | 1    |

| Año  | Clase | Moto    | 1       | 2       | 3       | 4      | 5       | 6       | 7       | 8      | 9      | 10      | 11      | 12      | 13     | 14     | 15     | 16    | Pos. | Pts. |
| ---- | ----- | ------- | ------- | ------- | ------- | ------ | ------- | ------- | ------- | ------ | ------ | ------- | ------- | ------- | ------ | ------ | ------ | ----- | ---- | ---- |
| 1999 | 125cc | Aprilia | MAL -   | JAP -   | ESP -   | FRA -  | ITA 23  | CAT -   | NED -   | GBR -  | ALE -  | CZE -   | IMO -   | VAL -   | AUS -  | RSA -  | RIO -  | ARG - | 0    | -    |
| 2000 | 125cc | Aprilia | RSA 21  | MAL Ret | JAP 12  | ESP 20 | FRA 18  | ITA 21  | CAT Ret | NED 16 | GBR 17 | ALE 12  | CZE 13  | POR Ret | VAL 20 | RIO 16 | PAC 19 | AUS - | 11   | 23.º |
| 2001 | 125cc | Honda   | JAP Ret | RSA Ret | ESP Ret | FRA 21 | ITA 21  | CAT Ret | NED 16  | GBR 20 | ALE 21 | CZE Ret | POR Ret | VAL -   | PAC -  | AUS -  | MAL -  | RIO - | 0    | -    |
| 2002 | 125cc | Aprilia | JAP -   | RSA -   | ESP -   | FRA -  | ITA Ret | CAT -   | NED -   | GBR -  | ALE -  | CZE -   | POR -   | RIO -   | PAC -  | MAL -  | AUS -  | VAL - | 0    | -    |